# Rytocephalus ebranchiatus
Rytocephalus ebranchiatus är en ringmaskart som beskrevs av Jean Louis Armand de Quatrefages de Bréau 1866. Rytocephalus ebranchiatus ingår i släktet Rytocephalus och familjen Ampharetidae. Inga underarter finns listade i Catalogue of Life.